# 朝鮮國際商會
朝鮮國際商會（朝鮮語：조선국제상회；英語：Korea International Chamber of Commerce (KICC)）成立於2009年，是前朝鮮最高領導人金正日指示下建立的促進朝鮮與國際間的合作的組織。商會的成立基於和國際間的友誼合作，宗旨是促進國際和平。周凱莉任理事長兼榮譽會長。
2009年，在朝鮮國際商會斡旋下，朝鮮釋放了凌志美和李承恩兩名美國記者。近來商會積極安排駐朝的世界糧食計畫署提供人道主義援助。

## 官方網站
https://www.kicc-dprk.org/ （页面存档备份，存于） 朝鮮國際商會KICC